# Тарантела
 Тарантела је група различитих јужноиталијанских народних плесова пореклом из региона Калабрије, Кампаније, Сицилије и Пуље (Апулије). Одликује се брзим полетним темпом, обично у такту 3/8 или 6/8 (понекад и 12/8) уз пратњу даира и мандолина. То је један од најпознатијих облика традиционалне музике и плеса из јужне Италије, препознатљив по својој енергији, страствености и јединственом музичком ритму. Порекло тарантеле може се пратити до древних времена. Име плеса и порекло дубоко су укорењени у фолклору и културној традицији региона, док сама симболика плеса обухвата елементе ритуала, лековитих пракси и друштвене повезаности. Само име плеса варира у зависности од региона, на пример: Тарантела Калебрезе (итал. Tarantella Calabrese) у Калабрији, Тијамуријата (итал. Тammurriata) у Кампанији, или Пицика (итал. Pizzica) у Саленту (итал. Salento).

## Историја

### Порекло и симболика
Сматра се да плес тарантела потиче из региона Апулија у јужној Италији а назив му се везује за град Таранто, као и за паука чији је отровни ујед (према народним веровањима), плес требао да излечи. Овај плес датира из 18. века а 
првобитно се проширио територијом тадашње Краљевине Две Сицилије. Према традицији, плес тарантела је био начин лечења пацијената који су наводно патили од последица уједа паука познатог као Ликоза тарантула (Lycosa tarantul). Историјско сујеверје тврдило је да ујед овог паука изазива стање познато као тарантизам, које укључује неконтролисане покрете тела, грчеве, вртоглавицу и исцрпљујућу физичку реакцију. „Лечење” је подразумевало непрекидно играње уз брзе, убрзавајуће ритмове. Музичари би долазили у пацијентову кућу или на пијацу и почели да свирају. Угризени је плесао док није био потпуно исцрпљен (како би избацио отров из свог тела), што се сматрало знаком излечења. Иако изглед Ликоза тарантуле делује застрашујуће, њен ујед је заправо мање болан од убода стршљена, није смртоносан и свакако не изазива тарантизам. Међутим, регион Таранта насељава и други, опаснији паук, Црна удовица (Latrodectus tredecimguttatus), чији ујед заиста може изазвати озбиљне психолошке и физичке симптоме. Сматра се да је терапија плесом могла бити повезана управо са лечењем последица њеног угриза. И поред тога што научних доказа за ове методе нема, плес је опстао дубоко укорењен у локалној традицији.

### Тарантизам и терапеутска улога музике
Тарантизам се јављао као нека врста „социјалне епидемије” која је уједињавала заједнице у заједничком плесу и музици. Сматрало се да је овај плес, осим што је средство лечења, био и начин истеривања отрова или злих духова из тела. Музичари би свирали све брже ритмове са фрулама, мандолинамa и даирама, док би оболели играли до потпуног исцрпљивања. Атанасије Кирхер (1601–1680), немачки научник и писац, документовао је неколико типова плесова тарантеле, повезујући их са различитим „карактерима паука”. Он је веровао да плес мора бити одређеног ритма и стила како би задовољио паука који је ујео пацијента, што би омогућило ефикасност терапије. Јустус Хекер, у својој књизи Манија плеса, епидемија средњег века, описује плесне маније као део ширег друштвеног феномена:
| „ | Читаве заједнице људи би се хватале за руке, плесале, скакале, вриштале и тресле се сатима... Чинило се да је музика једино средство за борбу против чудне епидемије.... живахне, реске мелодије узбуђивале су играче; меке, мирне хармоније, степеноване од брзих до спорих, високих до ниских, показују се као ефикасан лек. | ” |

Иако савремена медицина одбацује њену ефикасност као облика лечења, тарантела остаје симбол италијанске културе и део је њене богате музичке баштине.

### Митолошке и културолошке везе
Тарантизам, као ритуал, има дубоке корене у митологији и старим култовима. Ричард Лоу Томпсон (енгл. Richard Lowe Thompson) је сматрао да тарантела представља остатке древног Дионисовог култа, који укључује музику и плес као средство духовног и телесног ослобађања. „У средњем веку створени су услови да се култне праксе дионизије трансформишу у нове тарантистичке. Ови услови, били су последица ширења хришћанства које је, уз извршене репресије, довело до кризе митско-ритуалних култова,” истиче Ернесто де Мартино (итал. Ernesto de Martino) у књизи која се бави феноменом апулијског тарантизма, Земља кајања (енгл. The Land of Remorse). Тарантизам се, већ средином 14. века, ширио као одговор на сузбијање и дезинтеграцију дионизија, са новим ритуалом, признатим и друштвено прихваћеним. Иако је тарантела најчешће повезиван са лечењем тарантизма, плес је био и важан део друштвених и религиозних обичаја. Људи су га играли на верским празницима, ходочашћима, венчањима и другим прославама. Међутим, тарантела је примењивана чак и као „облик терапије за смиривање жена” које су показивале знаке хистерије, што се у Италији називало „женски карневал” (итал. carnevaletto delle donne). У својој студији Земља кајања, Ернесто де Мартино наводи:
| „ | Из перспективе културолошке анализе, тарантизам се није манифестовао као психички поремећај, већ као културолошки условљен симболички поредак ... у коме је и неуротична криза нашла своје решење културно обликована. | ” |

## Тарантела у савременој култури
Кроз векове, тарантела је еволуирала из ритуалног плеса у облик популарне забаве и културног израза. Између 18. и 20. века, многи композитори инспирисани мотивима и ритмовима јужњачких традиција, компонује и ствара посебан жанр „култивисане тарантеле”. Чувени пример класичне транспозиције тарантеле за глас и клавир је Ла данза (итал. La danza), Ђоакина Росинија (итал. Gioacchino Antonio Rossini), коју је за оркестарско извођење, заједно са осталим Росинијевим клавирским комадима, аранжирао Оторино Респиги (итал. Ottorino Respighiу), у 19. веку. Једнако позната, или можда и познатија (толико да је постала широм света синоним  музике и плеса Напуља и Италије), је Тема тарантела (итал. Тema di tarantella), коју је написао Луиђи Ричи (итал. Luigi Ricci), 1852. године за оперу Празник у Пиједигроти  (итал. La festa di Piedigrotta). Други пример у класичној музици је Тарантела, Фридерика Шопена (пољ. Fryderyk Franciszek Szopen), из 1841. Такође вреди поменути и Тарантелу, Игора Стравинског (рус. И́горь Фёдорович Страви́нский), из балета Пулчинела (итал. Pulcinella), 1920. године, као и Тарантелу из Дванаест дечјих комада оп. 65, Сергеја Прокофјева (рус. Сергей Сергеевич Прокофьев), из 1936. године. Током 19. и 20. века, овај плес постао је симбол италијанског идентитета, често извођен на фестивалима и јавним догађајима. Име плеса тарантела је тако заменило називе разних већ постојећих плесова на југу Италије, чиме је постао најпопуларнији италијански плес познат у иностранству. Широка популарност термина објашњава чињеницу да разне врсте популарних плесова и плесне музике носе назив тарантела. Данас је тарантела присутна не само у Италији већ и у многим заједницама италијанске дијаспоре широм света. Овај традиционални плес и музика оживљавају се на фестивалима и културним манифестацијама, док модерни извођачи и композитори интегришу елементе тарантеле у савремене музичке облике.

## Видови тарантелe
Постоји неколико облика тарантеле:
- Пицика[8]: Ритам ове тарантеле из Салента је френетичан и дивљи. Данас је познато да је то била варијанта плеса коришћен као средство у терапији тарантелом. Неке варијанте су дизајнирани да их плешу само мушкарац и жена а друга, више мушкараца и жена заједно.
- Тијамуријата[7]: Тарантела из региона Напуља, чије име потиче од инструмента који симболизује ту врсту плеса, даире (или другачије, тамбурин, итал. tammorra). Мелодију „носи” само глас, понекад праћена хармоником (у данашње време), и традиционалним удараљкама. Ритам је неправилан и френетичан, јер се певачи смењују пратећи варијације гласа у импровизацији око традиционалних текстуалних мотива. Тијамуријата се свира обавезно током Ускршње недеље, у селима у подножју Везува.
- Монтемаранезе (итал. Montemaranese)[30]: Тарантела карактеристична за град Монтемарано у региону Кампанија. Првобитно се изводила уз царамелу (итал. ciaramella),[VIII] даире, кастањете и мушки глас, док се данас може изводити уз: кларинет, певање, хармонику и даире, са веома правилним, брзим ритмом.[32]Нотни запис тарантеле Гаргано.
- Гаргано (итал. Del Garganо)[33]: Тарантела распрострањена по целом рту Гаргано и широм региона Апулије, заснована на цикличном поновљању истог баса, у остинату (итал. Ostinato).[34][IX]
- Напуљска (или Наполитана, итал. napoletana)[36]: Варијанта тарантеле која је била популарна у Напуљу између 15. и 17. века. Троделног је облика (облика троделне песме), карактеристична  по брзом ритму и драматичним покретима. Тарантела Наполитана се често изводи на фестивалима и прославама, а њен плесни образац укључује разигране покрете који симболизују кокетирање и флерт. Као најбољи пример „култивисане” варијанте тарантеле Наполитана, може послужити комад за глас и клавир Ла данза, Ђоакина Росинија. У савременој култури, мелодија ове верзије тарантеле је најпознатија у Северној Америци, где се проширила захваљујући медијској популаризацији као стереотипа „италијанске мелодије”. Популарности традиционалне Напуљске тарантеле допринела је и Тема тарантела коју је написао Луиђи Ричи за оперу Ла феста ди Пиједигрота. Поред ових облика, постоје и друге врсте тарантеле као што су: тарантела из Сорента,[37] Сицилијанска тарантела у више варијанти, на пример: балету (итал. ballettu), или у балу а тиову (итал. u balu a tiovu),[38] тарантела из Абруца (итал. Abruzzo), са два подтипа баларела (итал. ballarella)[39] и салтарела (итал. saltarella)[40] и друге.

## Музички елементи тарантеле
Тарантела је препознатљива по својим специфичним музичким елементима који чине основу њеног динамичног и ритмичког карактера. Са аспекта музике, тарантела је комплексна структура која укључује специфичне ритмове, мелодије и хармоничне елементе. Типично је грађена у облику тема са варијацијама, где се основна мелодија понавља и развија кроз импровизацију. Овај стил омогућава извођачима, посебно виолинистима и мандолинистима, да искажу виртуозност док одржавају основни ритам плеса. 

### Ритам
Ритам тарантеле је обично брзог темпа, у такту од 6/8 или 12/8 (понекад и 3/8). Овај непаран ритмички образац даје плесној музици карактеристичан „љуљајући” осећај, док истовремено омогућава енергичне и брзе покрете плесача. Даире имају кључну улогу у одржавању ритмичке основе, при чему често укључује сложене украсе и импровизације које додатно наглашавају плесни карактер. Ритам је такође флексибилан и често се убрзава како би пратио интензитет плеса. Почетни спорији темпо омогућава плесачима да се „загреју”, док убрзавање ритма подстиче стање налик трансу (који је раније често био повезан са ритуалним аспектима тарантеле).

### Мелодија
Мелодијски елементи тарантеле су разиграни и енергични, често базирани на модалним скалама које су карактеристичне за јужноиталијанску музику. Главни инструменти који изводе мелодију су мандолина, виолина и хармоника (у новије време). Мелодија се често изводи у понављајућим фразама које су једноставне, али ефектног израза, омогућавајући лако памћење и понављање. Мелодијски украси, укључујући трилере, глисанда и вибрато, често се користе како би додао емотивни интензитет. Понекад мелодија прати наративне елементе, где музички мотиви представљају различите фазе плеса (од почетног позива на плес до кулминације и завршетка).

### Хармонска структура
Иако тарантела често користи једноставне хармонске прогресије (као што су I-IV-V-I), слојевитост долази из интеракције између ритмичких и мелодијских елемената. Хармоника и гитара често служе као пратња, пружајући основу за мелодијске и ритмичке импровизације. Модулације између различитих тонова или модалних скала могу се користити како би се нагласиле промене у динамици или емоцији током плеса. На пример, прелазак из дорског у еолски модус може симболизовати прелаз из радости у меланхолију.

### Инструментација
Инструментација тарантеле варира у зависности од регионалних традиција, али су кључни следећи инструменти:
- Даире:[47] Основни ритмички инструмент, користи се за обележавање темпа и додавање украса кроз ударце и звецкање.
- Мандолина:[47] Пружа разигране и брзе мелодијске линије које су карактеристичне за тарантелу.
- Виолина: Често води мелодију, доприносећи већем емотивном интензитету.
- Хармоника: Користи се за хармонску подршку и додавање богатства звуку.
- Гитара: Пружа ритмичку основу и хармонску структуру.
- Зампоња (итал. zampogna, италијанске гајде): Традиционални инструмент јужне Италије, често се користи у руралним верзијама тарантеле.

### Импровизација
Један од кључних елемената музике тарантела плеса је импровизација. Музичари често додају украсе и мењају ритам и мелодију како би одговарали енергији плесача. Током плеса, музичар са даирама и плесач, непрестано покушавају да „надмаше” један другог тако што играју брже или убрзавају ритам. Ова спонтаност доприноси јединствености сваког извођења и омогућава интеракцију између музичара и плесача.

## Плесни елементи тарантеле
Тарантела, као један од најславнијих плесова из јужне Италије, носи са собом богату плесну традицију која је прожета ритмом, енергијом и изражајем. Њени плесни елементи развијали су се кроз векове, обликујући је у јединствену плесну форму која има специфичан значај како у контексту ритуала, тако и у друштвеним прославама.

### Структура и основе корака

#### Плесни образац
Основни плесни образац тарантеле заснива се на брзом темпу и синкопираним покретима који се савршено уклапају у ритмичку основу музике у 6/8, 12/8 или 3/8 такту. Плес се изводи у паровима или групама, при чему су покрети плесача често усклађени с музиком која убрзава како би подстакла енергију и повећала интензитет наступа.

#### Карактеристични кораци
Тарантела обухвата комбинацију следећих корака и фигура:
- Скокови и поскоци:[10] Енергија плеса се манифестује кроз брзе и еластичне покрете који подсећају на плесну игру између плесача и паука, у складу с њеним митолошким пореклом.
- Ротације:[10] Ротације плесача симболизују ослобођење и екстазу. Ови покрети су често наглашени у солистичким наступима.
- Кружни покрети:[10] Групе плесача формирају кругове, при чему се крећу у смеру казаљке на сату или супротно, што симболизује заједништво и цикличност.
- Ширење руку и гестикулација:[10] Руке се шире како би се нагласио изражај плесача, док гестови доприносе наративном аспекту плеса.[41]

#### Кореографија
Кореографија тарантеле често зависи од регионалних варијација. У неким деловима Италије, плес има импровизаторски карактер, где плесачи слободно креирају покрете у складу с музиком. У другим регионима, плес прати строго дефинисане обрасце који се преносе с генерације на генерацију.

### Плесне фигуре и формације

#### Парови
Тарантела се често изводи у пару, при чему плесачи симболизују дијалог између мушкарца и жене. Овај дијалог може бити изражен кроз елементе флерта, изазивања и заједничког усклађивања покрета.

#### Групни плес
У групним изведбама, плесачи се организују у круг или линију, при чему често долази до измене улога солиста и групе. Круг симболизује заједништво и непрекинути ток енергије између плесача.

#### Солистички моменти
Солистички наступи унутар тарантеле омогућавају плесачу да изрази лични стил кроз импровизоване покрете, додајући плесу јединствен печат.

### Симболика покрета

#### Ритуални аспекти
Плесни покрети тарантеле често су повезани с ритуалним значајем. Енергија и интензитет покрета симболизују процес излечења и ослобађања од "отрова" у телу, што има корене у тарантизму.

#### Емотивни изражај
Сваки покрет у тарантели има дубок емотивни изражај. На пример, брзи скокови могу симболизовати екстазу, док спорији и заобљенији покрети могу изражавати меланхолију или интроспективност.

#### Наративни аспекти
Кроз плесне фигуре и гестове, тарантела развија своју причу. Ово може бити прича о љубави, радости, борби или заједништву. Наративни аспект плеса често је усклађен с мелодијским елементима музике.

### Костими и реквизити

#### Традиционална одећа
Костими за тарантелу одражавају регионални идентитет и културно наслеђе. Уобичајени елементи костима укључују:
- Жене: Хаљине јарких боја с везовима, кецеље и мараме.[52]
- Мушкарци: Кошуље с воланима, прслуци и панталоне с трегерима.[52]

#### Реквизити
Плес често укључује употребу даира, које служе као музички инструмент и као визуелни елемент који наглашава ритам покрета.

### Савремена интерпретација и утицаји

#### Сценске изведбе
Тарантела је постала популаран елемент сценских наступа, при чему кореографи и плесачи модернизују њен израз, задржавајући притом њену аутентичност.

#### Плесна педагогија
Многи плесни студији у Италији и иностранству уче тарантелу као део традиционалног плесног репертоара, чувајући тако њен културни значај.